# Nephritis
Die Nephritis (Plural: Nephritiden; von altgriechisch νεφρός nephrós, deutsch ‚Niere‘; -itis = Entzündung; ἠ νεφριτις e nephritis, deutsch ‚Nierenentzündung‘) ist ein Sammelbegriff für die akuten oder chronischen entzündlichen Erkrankungen der Niere. Diese Nierenkrankheiten sind oft doppelseitig und sehr schmerzhaft. Die Ursachen sind vielfältig und nicht immer bekannt. Neben medikamentös bedingten Nephritiden gibt es infektassoziierte Nephritiden und Nephritiden als renale Beteiligung bei verschiedenen Systemerkrankungen, z. B. bei Kollagenosen oder Vaskulitiden.
Entzündungen in der Umgebung der Nieren werden pathologisch-anatomisch bezeichnet als Perinephritis bei Entzündung der bindegewebigen Nierenkapsel (Capsula fibrosa), Epinephritis bei Entzündung  der Nierenfettkapsel (Capsula adiposa) und Paranephritis bei Entzündung des Fettes außerhalb der Fascia renalis. Im klinischen Sprachgebrauch wird auf diese Differenzierung verzichtet und für alle Entzündungen in der Umgebung der Nieren meist der Begriff Perinephritis verwendet.

## Geschichte
Schon Hippokrates von Kos verstand unter einer Nephritis eine Nierenentzündung, aber auch einfach Nierenschmerzen. Zitat: „Nephritis ist eine Nierenentzündung mit heftigem Schmerz, auch wol mit Schwerharnen, mit Abgang faseriger und sandiger Massen, auch wol mit Abgang von etwas Blut.“ Galenos verstand im 2. Jahrhundert unter „Nephritis“ noch unterschiedliche Nierenleiden wie Nephrolithiasis, Nierenabszesse und Nierenverletzungen. Auch später war der Begriff in allgemeinerer Bedeutung gebräuchlich. Allein das Stichwort Nephritis benötigt im Sachverzeichnis im dritten Teil des achten Bandes der fünften Auflage des Handbuches der inneren Medizin fast elf Spalten. Nach dem Nephrologen Fritz Munk (1879–1950) wurde die Munksche Krankheit benannt; es war eine glomeruläre Nephritis mit vorwiegend degenerativen Erscheinungen im Sinne der Lipoidnephrose.

## Einteilung
Die entzündlichen (nephritischen) Nierenerkrankungen, die Friedrich von Müller 1905 von nephrotischen Krankheitsformen getrennt hat, kann man nach dem Ort der Entzündung in drei Gruppen einteilen:
- die Glomerulonephritis: Nierenerkrankung mit primärer Entzündung der Nierenkörperchen (Glomeruli)
- die tubulointerstitielle Nephritis: Entzündung der Nierenkanälchen (Tubuli) und des umgebenden interstitiellen Nierengewebes
- die Pyelonephritis: Entzündung des Nierenbeckens (Pyelon) und des angrenzenden Nierenparenchyms

In einem aktuellen Nephrologie-Lehrbuch finden sich im Sachregister nur noch fünf seltene Arten einer Nephritis:
- die Purpura Henoch-Schönlein,
- die Heymann-Nephritis (im Tiermodell),
- die interstitielle Nephritis,
- die Lupus-Nephritis und
- die Shunt-Nephritis (beim atrio-ventrikulären Septumdefekt).

In der noch gültigen alphabetischen ICD-10-Klassifikation finden sich zwei Spalten mit vielen verschiedenen Nephritisformen. Zum Beispiel auch
- die Balkan-Nephritis,
- die antitubuläre Basalmembran-Nephritis,
- die Poststreptokokken-Nephritis,
- die Zystopyelonephritis und
- die Nephritis durch Blei.